# 王島鴯鶓
王島鴯鶓（Dromaius novaehollandiae minor）或黑鴯鶓是一種生活在澳洲及塔斯曼尼亞之間的國王島上及已滅絕的鴯鶓。現存只有一些亞化石骨頭及一個標本。
王島鴯鶓的羽毛較其他鴯鶓深色，而體型亦較細小，約只有一半的體重。由於牠們經常與袋鼠島鴯鶓混淆，故其分類一直存有爭議，要到1984年才得以解決。

## 滅絕
王島鴯鶓由尼古拉斯·鮑定於1802年的旅程中發現。約有兩至三隻王島鴯鶓被帶回法國，在植物園飼養，最後一隻在1822年死去。這一隻最後死去的王島鴯鶓成為了今天國立自然歷史博物館的唯一標本。在這隻王島鴯鶓死去的時候，在國王島上其他王島鴯鶓早已滅絕，主要是因被狩獵及燒林所導致。